# Offline Love
Offline Love (Japans: オフラインラブ) is een Japans realitydatingprogramma dat in februari 2025 in première ging op Netflix. De serie volgt tien jonge Japanse singles die gedurende tien dagen in Nice, Frankrijk, verblijven in een poging romantische relaties op te bouwen zonder het gebruik van smartphones. In deze omgeving zijn de deelnemers aangewezen op toevallige ontmoetingen, een reisgids en handgeschreven briefjes die via een centraal café worden uitgewisseld om met elkaar in contact te komen. Het programma onderzoekt of ware liefde zonder smartphone kan ontstaan in een tijdperk dat gedomineerd wordt door online communicatie.

## Format
De kern van Offline Love draait om een sociaal experiment waarbij tien vrijgezelle Japanners, vijf mannen en vijf vrouwen in de leeftijd van 20 tot 30 jaar, hun smartphones inleveren bij aankomst in Nice. Gedurende hun tiendaagse verblijf in de Franse kuststad moeten zij elkaar zien te vinden en relaties opbouwen op een meer traditionele manier.
Elke deelnemer ontvangt een door de productie samengestelde gids, vergelijkbaar met de reisgidsen die populair waren voor de komst van smartphones, met suggesties voor bezienswaardigheden, restaurants en winkels in Nice. Deze gids dient mede als herkenningspunt voor de deelnemers om elkaar in de stad te kunnen identificeren.
Communicatie tussen de singles verloopt voornamelijk via handgeschreven briefjes die worden bezorgd bij persoonlijke postvakken in het centrale café van de serie, Maison Margaux. Dit café fungeert als het middelpunt van de interacties en ontmoetingen. De afwezigheid van directe digitale communicatie dwingt de deelnemers tot meer face-to-face interactie en het nemen van initiatief voor ontmoetingen, waarbij afspraken moeten worden gemaakt zonder de mogelijkheid tot last-minute wijzigingen via een telefoon.
Naast de organische ontmoetingen en de briefwisseling introduceert de serie in latere afleveringen het concept van de "wensbrief". Hierbij kiest elke deelnemer een voorgesteld uitje. De houder van de wensbrief kan vervolgens een andere deelnemer uitnodigen om mee te gaan op deze excursie, waarbij de genodigde de uitnodiging niet mag weigeren.

## Productie
Offline Love werd geproduceerd door EAST INC. in samenwerking met Netflix. De serie bestaat uit tien afleveringen en ging wereldwijd in première op 18 februari 2025.
De presentatie van de serie werd verzorgd door een panel van commentatoren in een studio. Dit panel bestond uit Kyoko Koizumi, een voormalig zangeres en actrice, en het komische duo Reiwa Roman, bestaande uit Takahira Kuruma en Kemuri Matsui.
De themamuziek van Offline Love was het nummer "us." van de Amerikaanse singer-songwriter Gracie Abrams in samenwerking met Taylor Swift.

## Ontvangst
Offline Love werd overwegend positief ontvangen, vooral vanwege het nostalgische concept en de romantische sfeer. De combinatie van een reisprogramma en datingshow zonder smartphones werd als verfrissend gezien, en de pittoreske setting in Nice droeg bij aan de charme. De serie werd geprezen als een vorm van "comfort viewing", met oprechte interacties en een warme, ontspannen toon. De nostalgische insteek sprak veel kijkers aan, zowel degenen die de pre-digitale tijd hebben meegemaakt als jongere generaties die hier nieuwsgierig naar zijn. Het hostingpanel, met name Kyoko Koizumi, kreeg lof voor hun empathische en humoristische reacties en de deelnemers werden als sympathiek omschreven.
De kritiek richtte zich voornamelijk op de geloofwaardigheid van de spontane ontmoetingen. De aanwezigheid van een cameraploeg en opnamebeperkingen wekten twijfel over de toevalligheid van de situaties, en er werd gespeculeerd dat de deelnemers niet volledig zichzelf waren. Daarnaast werd het tempo als traag ervaren, met lange periodes zonder noemenswaardige ontwikkelingen, vergelijkbaar met Terrace House. Sommige recensenten beschouwden dit echter als een positief aspect.